# Station Nysa Dworzec Mały
Station Nysa Dworzec Mały is een spoorwegstation in de Poolse plaats Nysa.